# Halozetes georgiae
Halozetes georgiae är en kvalsterart som först beskrevs av Wallwork 1970.  Halozetes georgiae ingår i släktet Halozetes och familjen Ameronothridae. Inga underarter finns listade i Catalogue of Life.